# Мостокский сельсовет (Могилёвский район)
Мосто́кский сельсовет (бел. Масто́цкі сельсавет) — административная единица на территории Могилёвского района Могилёвской области Республики Беларусь. Административный центр — агрогородок Мосток.

## История
Образован 20 августа 1924 года.

## Состав
Включает 17 населённых пунктов:
- Агеевка — деревня
- Грибаны — деревня
- Зарудеевка — деревня
- Колесище — деревня
- Кострицы — деревня
- Круги — деревня
- Макаренцы — деревня
- Маковня — деревня
- Макрусинка — деревня
- Матеевщина — деревня
- Мишковка — деревня
- Мосток — агрогородок
- Мошенаки — деревня
- Павловка — деревня
- Русинка — деревня
- Фойно — деревня
- Шапчицы — деревня